# Riu Caudal
El riu Caudal és un riu d'Astúries i és afluent del riu Nalón. Naix a la parròquia de Sovilla (Mieres) a uns 256 metres, en la confluència dels rius Lena i Ayer. A La Ribera conflueix amb el Nalón després d'haver travessat Uxo, Santuyanu, Mieres, Santolaya, Argame i La Ribera.
El riu Caudal dona nom a l'equip de futbol de la vila de Mieres: Caudal Deportivo de Mieres.